# Yazaldes Nascimento
Yazaldes Valdemar Nascimento Alfonso (17 april 1986) is een Santomees en Portugees atleet, die zich heeft toegelegd op de sprint. Hij is geboren in Sao Tomé en Principe.

## Loopbaan
Nascimento nam namens zijn geboorteland deel aan de Olympische Spelen van 2004 op de 100 m en viel uit in de eerste ronde. Hij liep een tijd van 11,00 s. Nascimento deed ook mee aan het wereldkampioenschappen in 2005.
In 2006 vertrok hij naar Portugal. Nascimento deed mee aan de Europese kampioenschappen van 2010 en 2012 en was daar beide keren lid van het Portugese team op 4 x 100 m estafette. De Portugezen werden zowel in 2010 als in 2012 zesde.

## Persoonlijke records
Outdoor
| Onderdeel    | Prestatie          | Datum            | Plaats   |
| ------------ | ------------------ | ---------------- | -------- |
| 100 m        | 10,21 s (+0.7 m/s) | 7 september 2014 | Rieti    |
| 200 m        | 21,04 s (+1.3 m/s) | 29 juli 2007     | Lissabon |
| 400 m        | 48,34 s            | 4 augustus 2007  | Leiria   |
| hoogspringen | 1,98 m             | 3 januari 2004   | Lissabon |

Indoor
| Onderdeel | Prestatie | Datum            | Plaats  |
| --------- | --------- | ---------------- | ------- |
| 60 m      | 6,72 s    | 1 februari 2012  | Oeiras  |
| 200 m     | 22,09 s   | 19 februari 2006 | Espinho |